# 안광수 (1925년)
안광수(安光銖, 일본식 이름: 龜村正經가네무라 마사쓰네, 1925년 ~ 1975년 1월 29일)는 일제강점기와 대한민국의 군인으로, 예편 후에는 외교관으로도 활동했다.

## 생애
일본군 대좌를 지낸 안병범의 아들이다. 태평양 전쟁 종전 직전인 1945년 5월 12일에 일본 육군사관학교를 제58기로 졸업했다. 정래혁, 신상철과 일본 육군사관학교 동기이다. 일본군 소위로 임관하여 약 3개월 동안 복무하다가 종전을 맞았다.
종전 후 미군정 조선으로 들어와 1947년에 군사영어학교를 졸업하였고, 안병범과 함께 대한민국 국군에 참여하였다. 부자가 모두 군 장교로 복무하다가 1950년에 한국 전쟁이 발발하여 함께 참전하였으며, 안병범은 개전 초기에 자결했다.
5·16 군사 정변 직후에 육군 대령으로 예편하였으며, 로스앤젤레스 주재 총영사를 시작으로 외교관으로 근무했다. 휴스턴 주재 총영사와 대한민국 외무부 의전실장을 거쳤다. 1974년에 대사로 승진하여 본부대기 중 암으로 서울에서 사망했다.
2008년 민족문제연구소가 친일인명사전에 수록하기 위해 정리한 친일인명사전 수록예정자 명단 군 부문에 안병범과 함께 포함되었다.

## 같이 보기
- 일본육군사관학교
- 안병범

## 참고 자료
- 한국정신문화연구원 한민족문화연구소 (2001년 6월 1일). 〈제4부 백남권 - 귀국과 창군 활동〉. 《내가 겪은 해방과 분단》. 서울: 선인. ISBN 8989205158.